# Андык (приток Лобани)
Андык — река в России, протекает в Богородском районе Кировской области. Устье реки находится в 143 км по левому берегу реки Лобань. Длина реки составляет 23 км.
Исток реки к северо-востоку от деревни Туманы (Ошланское сельское поселение) в 13 км к юго-востоку от посёлка Богородское. Река течёт на юго-запад, протекает рядом с деревней Туманы и нежилой деревней Ларенцы. В низовьях выходит на заболоченную низменность, где на реке сеть мелиоративных канав. Впадает в Лобань восточнее села Колобово (Колобовское сельское поселение).

## Данные водного реестра
По данным государственного водного реестра России относится к Камскому бассейновому округу, водохозяйственный участок реки — Вятка от водомерного поста посёлка городского типа Аркуль до города Вятские Поляны, речной подбассейн реки — Вятка. Речной бассейн реки — Кама.
По данным геоинформационной системы водохозяйственного районирования территории РФ, подготовленной Федеральным агентством водных ресурсов:
- Код водного объекта в государственном водном реестре — 10010300512111100039733
- Код по гидрологической изученности (ГИ) — 111103973
- Код бассейна — 10.01.03.005
- Номер тома по ГИ — 11
- Выпуск по ГИ — 1